# Zoropsis bilineata
Zoropsis bilineata är en spindelart som beskrevs av Dahl 1901. Zoropsis bilineata ingår i släktet Zoropsis och familjen Zoropsidae. Utöver nominatformen finns också underarten Z. b. viberti.